# Calodesma
Calodesma is een geslacht van vlinders van de familie spinneruilen (Erebidae), uit de onderfamilie Arctiinae.

## Soorten
- C. albiapex Hering, 1925
- C. amica Stoll, 1781
- C. apicalis Hering, 1925
- C. approximata Hering, 1925
- C. collaris Drury, 1782
- C. contracta Walker, 1854
- C. chesalon Druce, 1885
- C. dilutana Druce, 1907
- C. dioptis Felder, 1874
- C. eucyanoides Hering, 1925
- C. exposita Butler, 1877
- C. itaitubae Hering, 1925
- C. jordani Hering, 1925
- C. kedar Druce, 1900
- C. maculifrons Walker, 1865
- C. melanchroia Boisduval, 1870
- C. plorator Kaye, 1922
- C. quadrimaculata Hering, 1925
- C. rubricincta Dognin, 1923
- C. tamara Hering, 1925
- C. uraneides Butler, 1871